# Helmut Hosung
Helmut Hosung (* 1. April 1940; † 12. November 2017 in Lübeck) war ein deutscher Fußballspieler. 

## Karriere
Der von Union Salzgitter zur Saison 1961/62 zu Eintracht Braunschweig gekommene Hosung spielte unter Trainer Hans-Georg Vogel in der Oberliga-Nord. Bereits am ersten Spieltag der Saison, dem 6. August 1961, debütierte er beim Heimspiel gegen den SV Werder Bremen und erzielte in der 13. Minute den Führungstreffer zum 1:0 (Endstand 1:1). Als zur Saison 1963/64 die Bundesliga eingeführt wurde, hatte Hosung für die Eintracht in den vergangenen zwei Jahren 39 Oberligaspiele, in denen er zehn Treffer erzielt hatte, bestritten. Die Eintracht hatte sich durch einen 3. Platz in der Saison 1962/63 für die erste Bundesliga-Saison qualifiziert. Es änderte sich nicht nur die Ligazugehörigkeit, sondern auch der Trainer der Braunschweiger: An der Seitenlinie arbeitete nun der spätere Meistertrainer Helmuth Johannsen. Auch unter ihm gehörte Hosung zum ersten Aufgebot. Am 1. Spieltag der Fußball-Bundesliga stand er beim Gastspiel beim TSV 1860 München auf dem Platz. In seiner ersten Bundesliga-Saison kam er auf 23 Einsätze und vier Tore. In seiner zweiten Saison waren es jedoch nur noch neun Einsätze und zwei Tore. Die Wege der Eintracht und Hosungs trennten sich zur abgelaufenen Saison. Fortan spielte er für den VfB Lübeck in der Regionalliga. Die Saison 1968/69, die mit der Vizemeisterschaft beendet wurde, war die erfolgreichste Hosungs beim VfB. Durch die Vizemeisterschaft qualifizierte sich Lübeck für die Aufstiegsrunde für die Bundesliga. Hosung kam in der Aufstiegsrunde zu 7 von 8 möglichen Einsätzen, doch der Aufstieg glückte nicht. Lübeck wurde letzter der Runde und der Verein verblieb in der Regionalliga. Hosung blieb bis zum Ende der Saison 1971/72 in Lübeck. Insgesamt absolvierte er von 1965 bis 1972 für die Mannschaft von der Lohmühle 130 Regionalligaspiele und erzielte dabei 15 Tore.

## Sonstiges
Helmut Hosung war studierter Maschinenbautechniker.